# حشره‌خوار قطب شمال
حشره‌خوار قطب شمال (نام علمی: Sorex arcticus) نام یک گونه از سرده حشره‌خوارهای دم‌دراز است. این گونه به حشره خوار پشت مشکی هم معروف است که در مناطق شمالی آمریکا و در کانادا یافت می‌شود. گونه مشابهی از این حشره خوار به نام ماریتایم نیز در نواحی نیو برونزویچ(به انگلیسی: New Brunswick) و نواس کوشا(به انگلیسی: Nova Scotia) یافت می‌شود که می‌توان آنها را نیز زیرگروه حشره خوار پشت مشکی دانست.

## ظاهر فیزیکی
حشره خوار پشت مشکی به خاطر پشم سه رنگی اش بسیار خاص می‌باشد. رنگ پشت آن قهوه‌ای تیره یا سیاه می‌باشد که از سر تا به دم را پوشانده‌است. نواحی پلویی این جاندار قهوه‌ای روشن می‌باشد و نواحی زیرین آن قهوه‌ای متمایل به خاکستری است.